# Bukit Jalil
Bukit Jalil je predgrađe malezijskog glavnog grada Kuala Lumpura.
Prije je bio poznat pod imenom Bukit Jalil Estate (imanje Bukit Jalil) do 1992. Iste godine je u njemu dovršena gradnja športskog kompleksa Sukan Negara (Nacionalni športski kompleks) za Igre Commonwealtha 1998.
Otvoreni stadion u sklopu tog kompleksa je kapaciteta 100.500 gledatelja.
Postaja LRT-a (light rail transit) je bila mjestom snimanja filma iz 1999. Entrapment, iako je znak na postaji u filmu kazivao naziv drugog mjesta: stajalo je Pudu.
U Bukit Jalilu se nalazi Međunarodno medicinsko sveučilište (IMU), Tehnološki park Malezija (TPM) te malezijski kampus APIIT-a (Asia Pacific Institute of Information Technology, Azijsko-tihooceanskog instituta informacijske tehnologije) i UCTI (The Asia Pacific University College of Technology & Innovation, Azijsko-tihooceansko sveučilište tehnologije i inovacija).